# Flugplatz Lapraka

i7
i11
i13

Der Flugplatz Lapraka, auch Tirana Aerodrome (albanisch Fusha e aviacionit Tiranë-Laprakë, IATA-Code: ZOOH), war ein Flugplatz, der in der albanischen Hauptstadt Tirana gelegen war.

## Anfänge der zivilen Luftfahrt in Albanien
Mangels eines ausgebauten Straßennetzes oder anderer Verkehrsmittel in Albanien etablierte sich in der zweiten Hälfte der 1920er Jahre ein Angebot an Inlandflügen. Die Gesellschaft Adria Aero Lloyd flog ab 1. Mai 1925 von Tirana zuerst zwei Mal die Woche Shkodra, Korça und Vlora an, später auch weitere Orte in Albanien: Gjirokastra ab 1930, in der Folge auch Kukës, Peshkopia und Kuçova. Geflogen wurde zuerst mit einmotorigen Albatros L 58a, später mit Junkers F 13 und ab 1931 mit Savoia-Marchetti S.71. Transportiert wurde neben Passagieren vor allem auch Post und zudem weitere Fracht. Anfangs wurde auf einem 400 auf 200 Meter großen Feld gelandet, das südlich des Stadtzentrums am Standort der heutigen Pyramide lag.
Die mit einer deutschen Beteiligung von Deutscher Aero-Lloyd gegründete Adria Aero Lloyd ging 1927 in italienische Hände über: Società Aerea Mediterranea, eine staatliche Anstalt und Vorgängerin von Ala Littoria, war neue Eigentümerin. Ab 1935 ging die Konzession für den Flugverkehr an Ala Littoria über.
Seit April 1928 wurden regelmäßige Flüge ab Brindisi angeboten. Später kamen Direktverbindungen nach Rom hinzu. Im Jahr 1938 wurde von Aeroput eine Verbindung über Podgorica nach Belgrad aufgenommen. Während der  italienischen Besetzung Albaniens ab 1939 bestanden Verbindungen nach Mailand, Ancona, Bari, Sofia, Thessaloniki und Triest. Im September 1937 testete die Deutsche Lufthansa eine Verbindung von Berlin nach Kabul mit zahlreichen Zwischenstopps, darunter Tirana und Teheran.

## Gründung des Flugplatzes

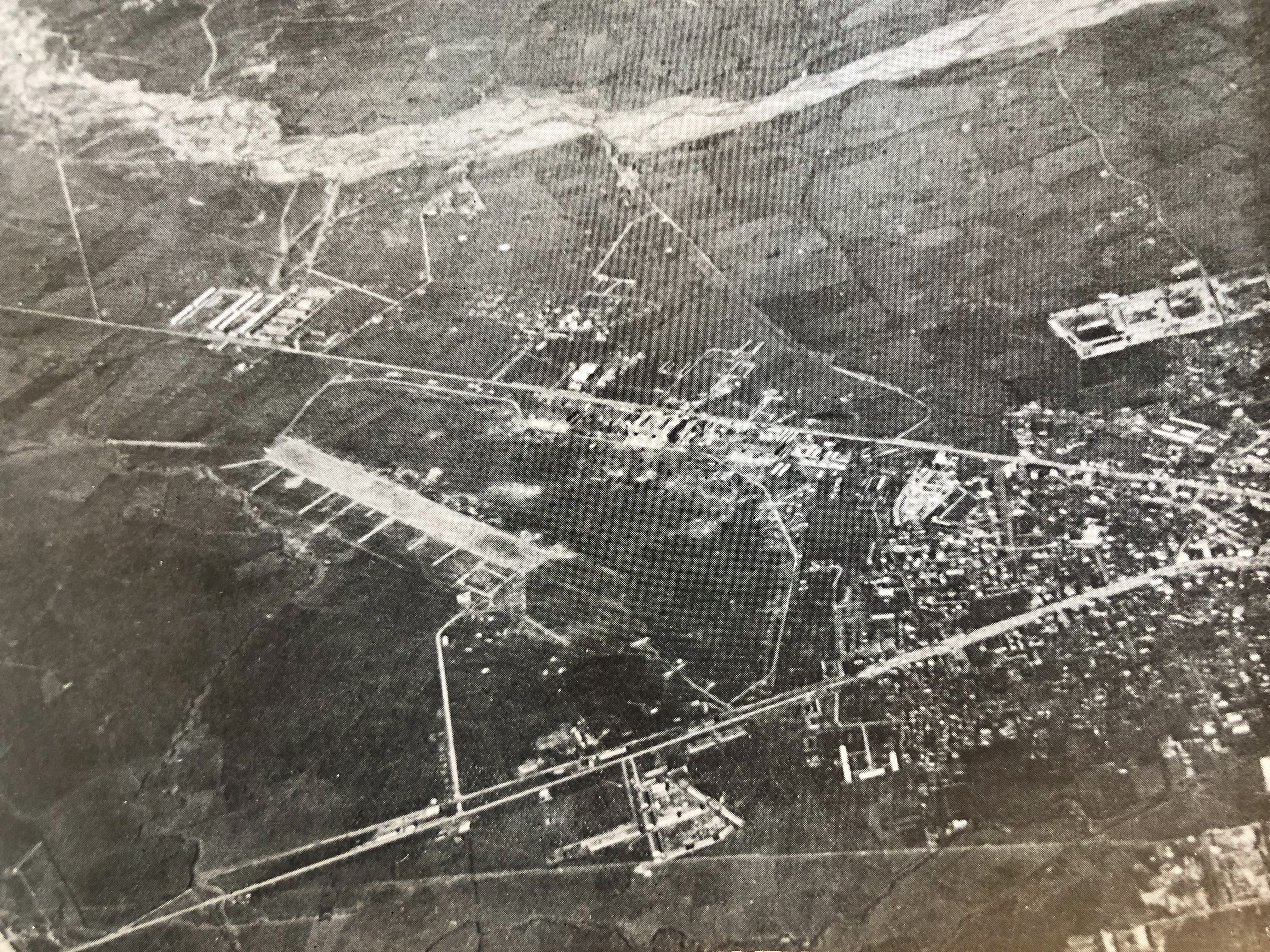
Luftaufnahme aus dem Jahr 1941

Im Jahr 1934 wurde mit dem Bau des Flugfelds im Stadtteil Lapraka am westlichen Rand von Tirana begonnen. Die Piste aus Beton war 1200 Meter lang und bis zu 400 Meter breit. Gemäß anderen Quellen waren jedoch bereits im Jahr 1930 in Lapraka – „am Ende derjenigen Straße, die Tirana mit Durrës verbindet“ (Osman Myderizi: Tirana 1604–1937) – von Ala Littoria ein oder zwei große Hangar gebaut worden. Im Jahr 1938 wurde ein Betriebsgebäude eingeweiht. Im Jahr 1939 begannen die Arbeiten für einen neuen Hangar; auch weitere Betriebsgebäude wurden errichtet. Der Flugplatz der 30er Jahre war modern und verfügte über Beleuchtung für Nachtflüge.
Damals war Albanien eines der wenigen Länder der Welt, wo der Luftverkehr besser entwickelt war als andere Arten des Transports.
Gegen Ende des Zweiten Weltkriegs mussten die deutschen Besatzer auf eine andere Flugpiste im Bereich des heutigen Flughafens ausweichen, da die Piste in Lapraka nach Bombardierungen der Alliierten nicht mehr benutzt werden konnte.

## Nutzung zur Zeit der Sozialistischen Volksrepublik
Nach der Machtübernahme der Kommunisten wurde die zivile Luftfahrt eingestellt. Die Flugplätze Albaniens wurden für militärische Zwecke und für Agrarflug genutzt. Die im Jahr 1951 gegründete albanische Luftwaffe war anfangs in Lapraka stationiert. Sie verfügte über Jak-18 und Po-2.
Bis 1958, als der neue Flughafen Tirana weiter nordwestlich bei Rinas eröffnet wurde, wurde der Flugplatz Lapraka auch für zivile Flüge genutzt. In der Folge verlor er aber an Bedeutung. Trotzdem war in Lapraka weiterhin Militär stationiert, vor allem An-2 für Transporte von Truppen und Material. Neben dem Militär nutzte auch die Regierung das Flugfeld. Zudem wurden medizinische Flüge von hier aus durchgeführt. Das vom Verteidigungsministerium verwaltete Gelände hatte eine Fläche von 29,4 Hektar.

## Nutzung seit den 1990er Jahren

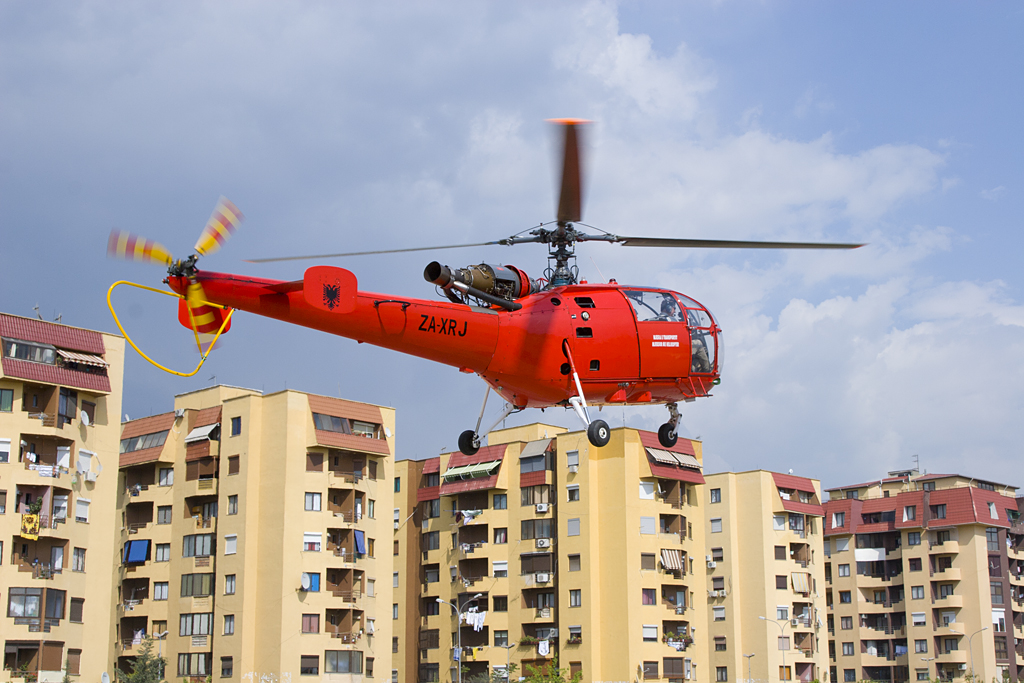
Rettungshubschrauber im Anflug auf den Heliport von Lapraka (2007) – der Hubschrauber war früher bei der Schweizerischen Rettungsflugwacht REGA im Einsatz, bis er 1994 mit drei weiteren an Albanien verschenkt wurde

Nach dem Zusammenbruch des kommunistischen Systems verlor das Flugfeld weiter an Bedeutung. Die sich ausdehnende Stadt Tirana umschloss das Flugplatzgelände mehr und mehr. In Lapraka waren bald nur noch Hubschrauber stationiert. 1995 gingen vier Alouette III der Schweizerischen Rettungsflugwacht an das albanische Gesundheitsministerium. Sie wurden für Krankentransporte und Hilfslieferungen eingesetzt und von der Schweiz unterhalten.
Während des Lotterieaufstands evakuierte die Bundeswehr am 14. März 1997 rund 100 Personen mit Hubschraubern vom Flugplatz Lapraka, nachdem das Land in Anarchie und bürgerkriegsähnlichen Wirren verfallen war. Bei dieser Operation Libelle genannten Luftevakuation kam es auf dem Flugfeld zu Schusswechseln mit unbekannten Schützen – das erste Gefecht deutscher Soldaten seit dem Zweiten Weltkrieg.
Im Jahr 2005 verließen die letzten Truppen der Luftwaffe Lapraka – die Piste war schon zur Straße geworden, die neue Wohnhäuser erschloss. Weiterhin in Betrieb war ein Heliport, der primär vom Innenministerium und vom Gesundheitsministerium für Notfälle genutzt wurde. Heute ist die Medizinische Hubschrauber-Transporteinheit in Lapraka operationell der Hubschrauber-Luftbasis in Farka untergeordnet, fliegt aber im Auftrag des Gesundheitsministeriums. Geflogen wird mindestens eine EC-135.

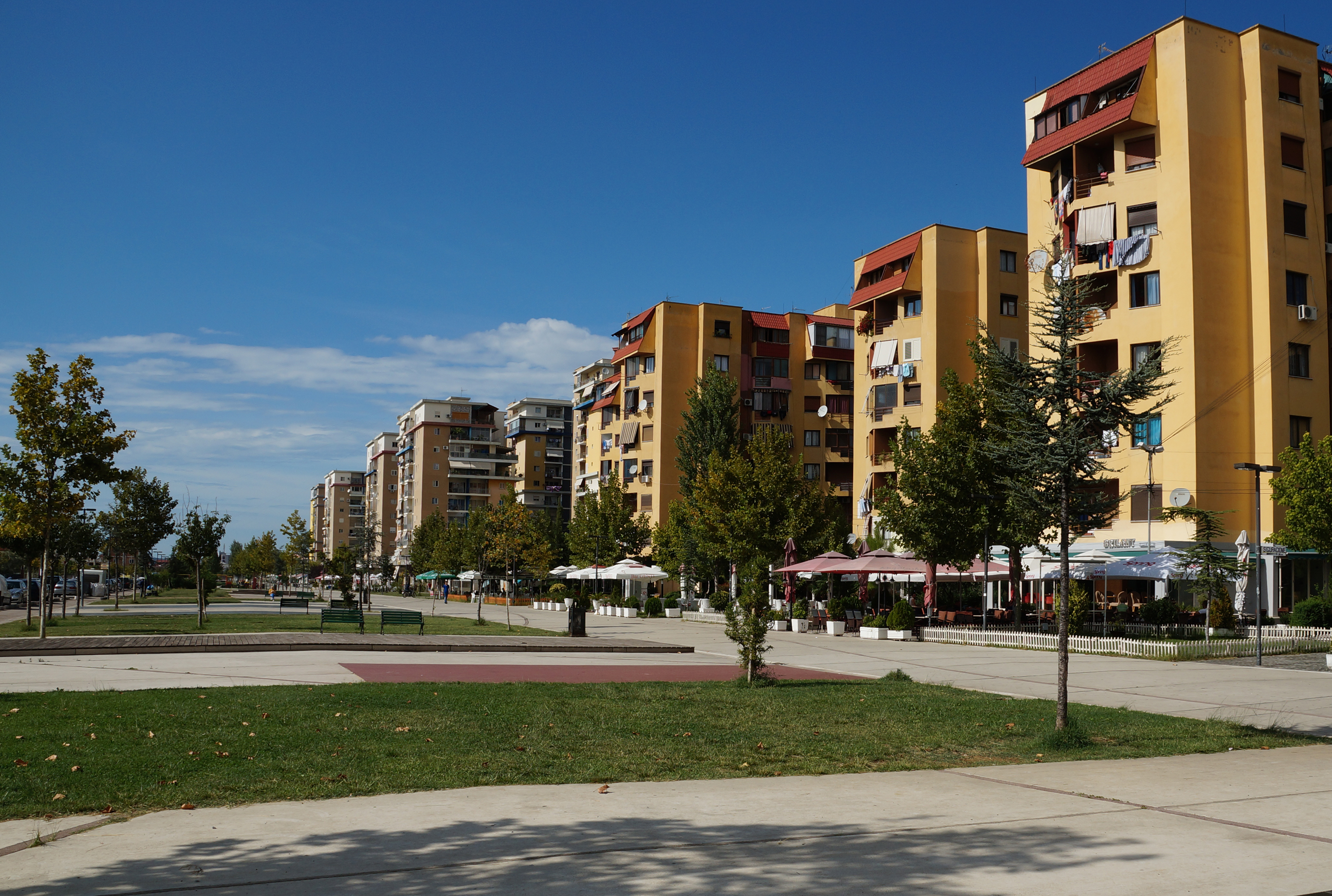
Ehemalige Flugpiste, die heute in einen urbanen Freiraum verwandelt ist

Seit 2008 hat die Bashkia Tirana begonnen, den ehemaligen Flugplatz in einen Park zu verwandeln. Rund um die ehemalige Piste sind zahlreiche Wohnhäuser entstanden. Anstelle der Piste befindet sich jetzt nebst einer Straße ein langer Park, der auch Parku 1 Kilometer genannt wird.